# آرمسترانگ سیدلی دابل مامبا
آرمسترانگ سیدلی دابل مامبا (به انگلیسی: Armstrong Siddeley Double Mamba) یک موتور هواگرد ساختِ کارخانهٔ آرمسترانگ سیدلی در کشور بریتانیا است.